# Кавальо д'Агоня
Кава̀льо д'Аго̀ня (на италиански: Cavaglio d'Agogna; на пиемонтски: Cavaj d'Agogna, Кавай д'Агоня) е село и община в Северна Италия, провинция Новара, регион Пиемонт. Разположено е на 243 m надморска височина. Населението на общината е 1248 души (към 2013 г.).